# Copa de España de fútbol sala 2016
La Copa de España de Fútbol Sala de 2016 tuvo lugar entre 10 y el 13 de marzo en Guadalajara, en el Palacio Multiusos, con una capacidad para 5000 espectadores.

## Equipos participantes
- Burela Pescados Rubén
- El Pozo Murcia
- Palma Futsal
- Aspil Vidal Ribera Navarra
- Magna Gurpea Navarra
- Movistar Inter
- Catgas E. Santa Coloma
- FC Barcelona Lassa

## Resultados

### Cuadro final
|  | Cuartos de final           | Cuartos de final         |                    |                       | Semifinales         | Semifinales         |  |                | Final               | Final               |  |
|  | 10 y 11 de marzo de 2016   | 10 y 11 de marzo de 2016 |                    |                       | 12 de marzo de 2016 | 12 de marzo de 2016 |  |                | 13 de marzo de 2016 | 13 de marzo de 2016 |  |
|  |                            |                          |                    |                       |                     |                     |  |                |                     |                     |  |
|  |                            |                          |                    |                       |                     |                     |  |                |                     |                     |  |
|  | Catgas E. Santa Coloma     | 4                        |                    |                       |                     |                     |  |                |                     |                     |  |
|  | Catgas E. Santa Coloma     | 4                        |                    |                       |                     |                     |  |                |                     |                     |  |
|  | Burela Pescados Rubén      | 6                        |                    |                       |                     |                     |  |                |                     |                     |  |
|  | Burela Pescados Rubén      | 6                        |                    | Burela Pescados Rubén | 3                   |                     |  |                |                     |                     |  |
|  |                            |                          |                    | Burela Pescados Rubén | 3                   |                     |  |                |                     |                     |  |
|  |                            |                          | Movistar Inter     | 6                     |                     |                     |  |                |                     |                     |  |
|  | Movistar Inter             | 8                        | Movistar Inter     | 6                     |                     |                     |  |                |                     |                     |  |
|  | Movistar Inter             | 8                        |                    |                       |                     |                     |  |                |                     |                     |  |
|  | Palma Futsal               | 0                        |                    |                       |                     |                     |  |                |                     |                     |  |
|  | Palma Futsal               | 0                        |                    |                       |                     |                     |  | Movistar Inter | 2                   |                     |  |
|  |                            |                          |                    |                       |                     |                     |  | Movistar Inter | 2                   |                     |  |
|  |                            |                          | El Pozo Murcia     | 1                     |                     |                     |  |                |                     |                     |  |
|  | El Pozo Murcia             | 2                        | El Pozo Murcia     | 1                     |                     |                     |  |                |                     |                     |  |
|  | El Pozo Murcia             | 2                        |                    |                       |                     |                     |  |                |                     |                     |  |
|  | Aspil-Vidal Ribera Navarra | 1                        |                    |                       |                     |                     |  |                |                     |                     |  |
|  | Aspil-Vidal Ribera Navarra | 1                        |                    | El Pozo Murcia        | 5                   |                     |  |                |                     |                     |  |
|  |                            |                          |                    | El Pozo Murcia        | 5                   |                     |  |                |                     |                     |  |
|  |                            |                          | FC Barcelona Lassa | 3                     |                     |                     |  |                |                     |                     |  |
|  | FC Barcelona Lassa         | 5                        | FC Barcelona Lassa | 3                     |                     |                     |  |                |                     |                     |  |
|  | FC Barcelona Lassa         | 5                        |                    |                       |                     |                     |  |                |                     |                     |  |
|  | Magna Gurpea Navarra       | 2                        |                    |                       |                     |                     |  |                |                     |                     |  |
|  | Magna Gurpea Navarra       | 2                        |                    |                       |                     |                     |  |                |                     |                     |  |
|  |                            |                          |                    |                       |                     |                     |  |                |                     |                     |  |

### Cuartos de final
| 10 de marzo de 2016, 19:00 | Catgas E. Santa Coloma                                                 | 4 - 6   | Burela Pescados Rubén                   | Palacio Multiusos, Guadalajara                                  |                                                                 |
|                            | - Petry 9' 17' - Chano 9' - Iago Míguez 15' - Antoñito 16' - Chino 32' | Reporte | - 13' 39' Adolfo - 16' 35' Dani Salgado | Árbitro(s): Fernando Gutiérrez Lumbreras Alberto José Lope Díaz | Árbitro(s): Fernando Gutiérrez Lumbreras Alberto José Lope Díaz |

| 10 de marzo de 2016, 21:15 | Movistar Inter                                                                        | 8 - 0   | Palma Futsal | Palacio Multiusos, Guadalajara                          |                                                         |
|                            | - Rafael 13' 36' - Borja 24' 33' - Ortiz 24' - Darlan 26' - Rivillos 30' - Daniel 32' | Reporte |              | Árbitro(s): Francisco Peña Díaz José Ignacio Peña Gómez | Árbitro(s): Francisco Peña Díaz José Ignacio Peña Gómez |

| 11 de marzo de 2016, 19:00 | El Pozo Murcia             | 2 - 1   | Aspil-Vidal Ribera Navarra | Palacio Multiusos, Guadalajara                      |                                                     |
|                            | - Álex 4' - Raúl Campos 6' | Reporte | - 16' Joselito             | Árbitro(s): Nestor Juan Cerdá Diego Martínez García | Árbitro(s): Nestor Juan Cerdá Diego Martínez García |

| 11 de marzo de 2016, 21:15 | FC Barcelona Lassa                                    | 5 - 2   | Magna Gurpea Navarra          | Palacio Multiusos, Guadalajara                             |                                                            |
|                            | - Sergio Lozano 12' - Batería 14' 15' 34' - Wilde 20' | Reporte | - 1' Eseverri - 24' Rafa Usín | Árbitro(s): Carlos Rabadán Sainz Alejandro Martínez Flores | Árbitro(s): Carlos Rabadán Sainz Alejandro Martínez Flores |

### Semifinales
| 12 de marzo de 2016, 18:00 | Burela Pescados Rubén                     | 3 - 6   | Movistar Inter                                                                        | Palacio Multiusos, Guadalajara                      |                                                     |
|                            | - Chino 8' - Hélder 10' - Iago Míguez 25' | Reporte | - 11' Ortiz - 12' Rafael - 16' J. Herrero - 20' Borja - 33' Cardinal - 39' Ricardinho | Árbitro(s): Nestor Juan Cerdá Diego Martínez García | Árbitro(s): Nestor Juan Cerdá Diego Martínez García |

| 12 de marzo de 2016, 20:15 | El Pozo Murcia                                                       | 5 - 3   | FC Barcelona Lassa                                 | Palacio Multiusos, Guadalajara                                  |                                                                 |
|                            | - Saad 19' (a.g.) - Lima 24' - Bebe 27' - Miguelín 32' - Matteus 40' | Reporte | - 16' Marc Tolrà - 20' Sergio Lozano - 27' Batería | Árbitro(s): Fernando Gutiérrez Lumbreras Alberto José Lope Díaz | Árbitro(s): Fernando Gutiérrez Lumbreras Alberto José Lope Díaz |